# Martha Sosa Govea
Martha Leticia Sosa Govea (Manzanillo, Colima, 25 de noviembre de 1950). Es una política mexicana, miembro del Partido Acción Nacional, ha ocupado los cargos de Presidente Municipal de Manzanillo, diputada local y Senadora por su estado. Desde el 23 de febrero de 2009 es candidata del PAN a Gobernadora de Colima.
Martha Sosa Govea es Contador Público egresada de la Universidad de Colima, miembro del PAN desde 1980 ha ocupado diversos cargos en la estructura partidista, siendo de 1992 a 1995 secretaria general del comité estatal, así como consejera estatal y nacional. Comenzó su carrera en puestos de elección popular como diputada local suplente de 1988 a 1991, electa diputada al Congreso de Colima de 1994 a 1997 por la vía de representación proporcional, ese último año fue candidata y posteriormente electa Presidente Municipal de Manzanillo, Colima de 1998 a 2000, siendo la primera mujer en ser electa para dicho cargo. En 2003 fue candidata a diputada federal por el II Distrito Electoral Federal de Colima, donde no obtuvo el triunfo que favoreció al candidato del PRI, Rogelio Rueda Sánchez; en 2006 fue postulada candidata a Senadora en primera fórmula obteniendo la victoria y convirtiéndose en Senadora por Colima para el periodo de ese año a 2012.
Desde finales del año de 2008 comenzó a ser mencionada como posible candidata de su partido a la gubernatura de Colima en 2009, el 23 de febrero de 2009 el presidente nacional del PAN, Germán Martínez Cázares, anunció su postulación como candidata de unidad a la Gubernatura del estado. En consecuencia solicitó licencia como Senadora por Colima a partir del 24 de febrero del mismo año.